# Đường Kính Tông
Đường Kính Tông (chữ Hán: 唐敬宗, 22 tháng 7, năm 809 - 9 tháng 1, năm 827), tên thật Lý Đam (李湛), là vị Hoàng đế thứ 13 hay 15 của nhà Đường trong lịch sử Trung Quốc. Ông trị vì từ năm 824 đến năm 826, tổng 2 năm.
Trong khoảng thời gian Kính Tông trị vì, nạn hoạn quan tham chính và phiên trấn cát cứ ngày càng phát triển, quyền lực triều đình chủ yếu nằm trong tay đội quân Thần Sách do các hoạn quan cai quản, còn Kính Tông thì tỏ ra xa xỉ và không quan tâm đến việc nước. Về sau, ông bị hoạn quan Lưu Khắc Minh giết chết.

## Thân thế và cuộc sống ban đầu
Đường Kính Tông Lý Đam chào đời ở biệt điện phía Đông ngày ngày 7 tháng 6 ÂL năm Nguyên Hòa thứ 4 (tức 22 tháng 7 năm 809), dưới thời ông nội là Đường Hiến Tông Lý Thuần. Lúc đó cha của ông, Đường Mục Tông Lý Hằng được bố trí ở Đông Cung mặc dù chưa chính thức có danh vị Hoàng thái tử.
Năm 820, Đường Hiến Tông băng hà, Thái tử Lý Hằng kế vị, tức là Đường Mục Tông. Năm 821, Lý Đam và các huynh đệ khác đều được Mục Tông phong Vương, trong đó ông được phong tước vị Cảnh vương (景王).
Đầu năm 823, Đường Mục Tông chơi đá cầu với hoạn quan trong cung, thì bị một thái giám làm cho ngã ngựa, từ đó thành bệnh không thể ra ngoài. Nhiều đại thần xin vào yết kiến cũng không được. Có đại thần Bùi Độ ba lần dâng sớ xin lập Thái tử, Mục Tông bèn cho triệu vào cung. Sau đó, Mục Tông thiết triều ở điện Tử Thần mặc dù sức khỏe vẫn yếu, và sau đó theo thỉnh cầu của Lý Phùng Cát và Bùi Độ, Mục Tông lập Cảnh vương Lý Đam làm Thái tử.
Về sau, bệnh tình của Mục Tông dần thuyên giảm, nhưng sau đó bệnh cũ tái phát. Đến ngày 25 tháng 2, Mục Tông lệnh Lý Đam giám quốc, đồng thời muốn mời Hoàng thái hậu Quách thị lâm triều xưng chế, nhưng Thái hậu nương nương dẫn việc Tắc Thiên Đại Thánh Hoàng hậu ngày trước mà từ chối. Cùng hôm đó, Mục Tông băng hà. Ngày Bính Tí (29 tháng 2), Lý Đam đăng cơ ở Thái Cực đông tự, trở thành Đường Kính Tông. Năm đó ông được 16 tuổi.

## Làm Hoàng đế

### Chính sự suy bại
Ngày Kỉ Hợi (11 tháng 3), Kính Tông tôn tổ mẫu của mình là Hoàng thái hậu Quách thị làm Thái hoàng Thái hậu nương nương, sau đó đến ngày Ất Tị (17 tháng 3), ông tôn mẹ ruột Vương thị làm Hoàng thái hậu.. Ngay khi vừa lên ngôi, Kính Tông đã thực hiện một số việc làm cho thấy sự xa xỉ. Từ ngày 2 tháng 3 đến 4 tháng 3, Kính Tông ban rất nhiều phục sắc và vàng bạc cho các hoạn quan. Ông cũng hay chơi đá cầu với các hoạn quan và thường xuyên đắm chìm trong các buổi yến tiệc, tấu nhạc, đá cầu...rồi lại tiếp tục ban thưởng rất nhiều vàng bạc cho lũ hoạn quan mặc kệ ngân khố cạn kiệt.
Thời Mục Tông tại vị, đại thần Lý Thân đã bị Tể tướng Lý Phùng Cát và Tử Ngu ganh ghét đố kị. Hai người liên kết với nhau hãm hại Lý Thân, lại kích động nhiều sĩ đại phu về phe mình. Đến khi Kính Tông kế vị, Lý Phùng Cát sai Vương Thủ Trừng tố cáo Lý Thân và Đỗ Nguyên Đĩnh nhiều lần gièm pha với Mục Tông về ông hòng cải lập Thâm vương làm Hoàng thái tử. Kính Tông còn nhỏ chưa phân biệt được phải trái, nên ra lệnh biếm Lý Thân làm Tư mã Đoan châu. Sau đó, Phùng Cát còn hãm hại nhiều đại thần khác như Hàn Lâm Học sĩ Bàng Nghiêm và Tưởng Phòng, đuổi khỏi triều đình. Sau đó, Kính Tông nhận ra rằng Lý Thân và Đỗ Nguyên Đĩnh không những không có ý hãm hại mà trước kia còn giúp mình được làm Thái tử, nên định triệu về, nhưng sau đó lại có lời gièm pha về Lý Thân, nên Kính Tông không triệu về nữa. Trong thời gian này, Lý Phùng Cát nằm quyền lớn trong triều, bổ dụng nhiều tay chân thân tín vào các chức vụ quan trọng.
Ba tháng sau khi Kính Tông lên ngôi, triều đình xảy ra một vụ chính biến. Tháng 5 năm 824, thầy bói Tô Huyền Minh cùng cung nhân Trương Thiều thân thiện với nhau. Tô Huyền Minh thuyết phục Trương Thiều rằng Kim thượng ở ngoài cung chơi bời luôn, nên nhân đó mà khởi đại sự. Sau đó, Trương Thiều cùng Huyền Minh liên kết với hơn mấy trăm kẻ vô lại, nhân một hôm Kính Tông đang mải chơi, đã nhân đêm tối tấn công vào cung trung. Kính Tông đang ở Thanh Tư điện chơi đá cầu, nghe được tin có biến, vô cùng hoảng sợ, bèn bỏ trốn đến trụ sở Thần Sách tả quân, được Trung úy Hà Trung nghênh đón vào. Sau đó, quân Thần Sách cử Đại tướng Khang Nghệ Toàn dẫn quân diệt tặc. Kính Tông lo sợ cho hai vị Thái hậu, cũng sai đón vào Thần Sách quân tránh nạn. Lúc đó, Trương Thiều cùng Tô Huyền Minh lên ngự trên ngai trong cung Thanh Tư và cùng ăn, nhưng ngay lúc đó, Khang Nghệ Toàn đã dẫn binh đánh tới, Trương Thiều và Tô Huyền Minh cùng bè đảng đều bị sát hại, một số tên còn lẩn lút cũng nhanh chóng bị bắt vào hôm sau. Sau đó, Kính Tông về cung và cho xử tội những kẻ âm mưu làm loạn, đồng thời ban thưởng cho quân sĩ. Khang Nghệ Toàn được phong Phu Phường Tiết độ sứ.
Cũng năm đó, Kính Tông phong cho Bùi Độ làm Đồng bình Chương sự, Độ trở thành Tể tướng trong triều. Tháng 9, Thứ sử Long châu Úy Trì Duệ vẩm rằng núi Ngưu Tâm có khí thần có thể phù trợ cho xã tắc Đại Đường và thỉnh cầu cho tu bổ cấu trúc của núi. Kính Tông nghe theo, dùng hơn vạn thanh niên đi lao dịch để xây dựng các đền thời và khai thông núi, làm dân tình khốn khổ. Tháng 11, Hàn Lâm Học sĩ Vi Xử Hậu dâng thư bảo Mục Tông Hoàng đế trước kia vì ham mê tửu sắc mà tổn thọ, khuyên Kính Tông còn trẻ đứng quá ham vui, Kính Tông bề ngoài khen ngợi, nhưng dường như ông vẫn tiếp tục ham chơi như trước, lại ngày một thân cận cùng lũ hoạn quan, bỏ bê triều chính, trong một tháng lên triều không quá ba lần. Hoạn quan Vương Thủ Trừng được trọng dụng, nhiều lần nhận hối lộ của các đại thần để đưa họ lên chức vị cao. Triều Đường bắt đầu suy kể từ đó. Tể tướng Ngưu Tăng Nhụ chán nản về Kính Tông, đã từ quan, tự xin ra làm việc ở châu xa, sau được bổ làm Tiết độ sứ Vũ Xương.
Năm 825, Kính Tông đổi niên hiệu là Bảo Lịch. Tháng 4 cùng năm, ông xưng tôn hiệu Văn Vũ Đại Thánh Quảng Hiếu Hoàng đế, xá thiên hạ.
Từ năm 825 đến năm 826, vua Bột Hải Tuyên Vương của vương quốc Bột Hải phái con trưởng là thế tử Đại Tân Đức làm sứ giả sang nhà Đường (đời vua Đường Kính Tông) triều cống 2 lần vào các năm 825 và 826.
Trong khi đó tình hình các phiên trấn cũng có sự xáo trộn. Tháng 8 năm 825, Tiết độ sứ Chiêu Nghĩa Lưu Ngộ hoăng. Con là Lưu Tương cùng Đại tướng Lưu Vũ Đức và thân binh đưa di biểu của Ngộ lên triều, trong biểu thỉnh cầu cho Lưu Tương làm Chiêu Nghĩa Lưu Hậu. Trong triều xảy ra sự tranh cãi khi Tư mã Giả Trực khuyên can Kính Tông không nên để phiên trấn thực hiện cha truyền con nối, mà đất Chiêu Nghĩa nên trở về với triều đình, nhưng Lý Phùng Cát và Vương Thủ Trừng yêu cầu Kính Tông chấp nhận, cuối cùng ông nghe theo lời bọn chúng, cho Lưu Tương kế nhiệm ở Chiêu Nghĩa. Cũng năm đó, Lý Phùng Cát lại đuổi một số đại thần như Lý Giáng Hảo và Vũ Chiêu, những người gièm pha mình trước mặt Kính Tông.
Trước đó, khi Thôi Phát, Huyện lệnh Hồ Quận bắt giữ một số người gây loạn trật tự, ẩu đả với dân lành hóa ra lại là hoạn quan trong cung; Kính Tông bèn tống vào ngục và không cho thả ra mặc dù có đại xá. Thôi Phát bị đánh tới suýt chết trong ngục. Sau đó, Trương Trọng Phương khuyên can Kính Tông và Lý Phùng Cát cũng dâng sớ nói mẹ Thôi Phát đã 80 tuổi đang bị bệnh nặng, nên thả Thôi Phát ra để về phụng dưỡng lão mẫu. Kính Tông bằng lòng.
Cuối năm 825, Kính Tông thực hiện chuyến du ngoạn đến Li Sơn Ôn Thang, nhiều đại thần dẫn việc Chu U vương, Tần Thủy Hoàng, Đường Huyền Tông và Đường Mục Tông đều từng đến Li Sơn mà gặp nhiều điều bất hạnh, khuyên can Kính Tông nhưng ông không nghe, vẫn đến Li Sơn, thậm chí còn bảo là sẽ đến xem chỗ đó có đem lại tai họa cho mình không để kiểm chứng lời nói đó.
Sau đó Kính Tông lại muốn đến Lạc Dương, nơi đã bị tàn phá nặng nề sau loạn An Sử, sau đó lại ra lệnh tu bổ các hành cung ở đây, nhiều đại thần can ngăn hết lời vẫn không được. Mãi đến năm 826, khi Bùi Độ dâng sớ với lời lẽ khẩn thiết, Kính Tông mới bỏ ý định này. Cùng năm đó, ông lập Quách Tài nhân - người sinh ra Hoàng trưởng tử là Tấn vương Lý Phổ, làm Quý phi. Quách quý phi là phi tần được sủng ái nhất của Kính Tông Hoàng đế. Cũng năm 826, Lý Toàn Lược ở trấn Hoành Hải, có người con là Lý Đồng Tiệp thỉnh cầu được làm Lưu Hậu ở Hoành Hải, được chấp nhận. Từ năm đó, Kính Tông cũng bắt đầu tin vào những điều thần tiên, ma quỷ của đạo giáo. Mùa thu năm đó, Tiết độ sứ Ngụy Bác Sử Hiến Thành cầu xin cho tướng bị trục xuất là Lý Đồng Tiệp vào triều làm quan, Kính Tông chuẩn y. Năm 826, Bùi Độ cũng được phong làm Tể tướng trong triều.
Ở An Nam đô hộ phủ của nhà Đường, Dương Thanh vào trong người Man Lạo làm loạn, cướp phá phủ thành từ năm 822 đến năm 826, An Nam đô hộ Lý Nguyên Hỷ đánh không được, dụ không đến. Do đấy người Man Hoàng Động dẫn Hoàn Vương vào cướp.
Sau khi dẹp xong hải tặc ở bờ biển tây nam Tân La (đời vua Tân La Hưng Đức Vương) năm 826, cộng với việc đang sở hữu một hạm đội tư nhân đáng gờm có trụ sở tại Thanh Hải trấn (Cheonghaejin) thuộc Tân La, Trương Bảo Cao đã gửi thư về kinh đô Kim Thành (Khánh Châu - Gyeongju) thỉnh cầu vua Tân La Hưng Đức Vương thành lập một đơn vị đồn trú hàng hải vĩnh viễn để bảo vệ các hoạt động buôn bán của người Tân La ở trên biển Hoàng Hải. Sau đó Trương Bảo Cao ở đảo Thanh Hải mở cứ điểm buôn bán, thiết lập mạng lưới mậu dịch giữa nhà Đường (đời vua Đường Kính Tông), Tân La (đời vua Tân La Hưng Đức Vương) và Nhật Bản (đời Thiên hoàng Junna).

### Cái chết
Đường Kính Tông hoang dâm vô độ, thích chơi bời, giỏi đá cầu, thích đánh vật với các lực sĩ, thường triệu nhiều người khỏe mạnh vào cung chơi đánh vật. Lúc cao hứng thì ban thưởng rất hậu cho những kẻ cùng đánh vật với mình, nhưng lúc nổi nóng thì ra tay đánh đập. Các hoạn quan cũng bị Kính Tông đánh rất nhiều nên sinh ra oán hận. Ngày 9 tháng 1 năm 827, tức tháng 12 ÂL năm Bảo Lịch thứ hai, sau khi Kính Tông trở về từ cuộc săn bắn, lại cùng các hoạn quan Lưu Khắc Minh, Điền Vụ Trừng, Hứa Văn Đoan đá cầu trong cung, sau đó cùng họ uống rượu với khoảng 28 người khác. Sau một lúc ngủ say, Kính Tông thức dậy vào nhà xí, bỗng ngọn nến của ông bị tắt, bọn hoạn quan (vốn oán hận Kính Tông) đã nhân cơ hội này, giết chết Kính Tông ngay trong cung. Ngày 10 tháng 1, Lưu Khắc Minh sau đó giả mạo ý chỉ của Kính Tông, triệu tập các đại thần lại định lập Giáng vương Lý Ngộ làm Hoàng đế, rồi tuyên di chiếu để Giáng vương gặp chư vị Tể tướng (mặc dù Giáng vương không phải Hoàng đế). Bọn Khắc Minh lại bố trí tay chân nắm giữ cung điện, mưu trừ các hoạn quan khác. Vương Thủ Trừng, Dương Thừa Hòa, Ngụy Tòng Gián nghe tin cung trung có biến động, bèn tập hợp quân mã diệt tặc, đưa Giang vương Lý Hàm vào cung. Lại lệnh cho Tả Hữu Thần Sách cùng Phi Long quân giết chết hết bọn loạn đảng Lưu Khắc Minh, khiến Giáng vương Lý Ngộ cũng chết trong loạn quân.
Ngày 10 tháng 1, có lệnh cho Bùi Độ làm Nhiếp trùng tể, bách quan yết kiến Giang vương Lý Hàm ở trong điện. Các hoạn quan và đạo sĩ mê hoặc Kính Tông đều bị đuổi đi. Ngày 13 tháng 1, Giang vương Lý Hàm đăng cơ, đổi tên là Lý Ngang, tức Đường Văn Tông.
Sau khi Đường Văn Tông đăng cơ, Đường Kính Tông được dâng thụy hiệu đầy đủ là Duệ Vũ Chiêu Mẫn Hiếu Hoàng đế (睿武昭湣孝皇), an táng tại Trang lăng (莊陵).

## Gia đình
- Cha: Đường Mục Tông Lý Hằng.
- Mẹ: Cung Hi Hoàng hậu Vương thị (恭僖皇后王氏, ? - 845).

### Hậu phi
1. Quý phi Quách thị (貴妃郭氏).
2. Vũ cơ Phi Loan (舞姬飞鸾), người nước Chiết Đông, nhập cung Bảo Lịch thứ 2 (826), ca vũ như chim loan.
3. Vũ cơ Khinh Phượng (舞姬轻凤), người nước Chiết Đông, nhập cung Bảo Lịch thứ 2 (826), ca vũ như chim phượng.

### Hoàng tử
1. Tấn vương → Điệu Hoài Thái tử Lý Phổ [悼懷太子李普; 824 - 828], mẹ Quách Quý phi.
2. Lương vương Lý Hưu Phục [梁王李休复].
3. Tương vương Lý Chấp Trung [襄王李执中].
4. Kỷ vương Lý Ngôn Dương [纪王李言扬].
5. Trần vương Lý Thành Mĩ [陈王李成美], bị buộc tự sát năm 840.

### Hoàng nữ
1. Vĩnh Hưng Công chúa (永兴公主).
2. Thiên Trường Công chúa (天长公主).
3. Ninh Quốc Công chúa (宁国公主), mất khoảng niên hiệu Quảng Minh.